# 6e étape du Tour de France Femmes 2024
Pour un article plus général, voir Tour de France Femmes 2024.
La 6e étape du Tour de France Femmes 2024 se déroule le vendredi 16 août 2024 entre Remiremont et Morteau, sur une distance de 159,2 kilomètres.

## Parcours
L'étape est longue de près de 160 km entre Remiremont (Vosges) et Morteau (Doubs) avec une succession de cols. Elle part de Remiremont passe par le col du Mont de Fourche qui amène en Haute-Saône, Mélisey, Geney dans le Doubs, le col de Ferrière, Sancey où se situe le sprint intermédiaire, la côte de Laviron, le cirque de Consolation, la Roche du Prêtre, la côte des Fins qui redescend sur Villers-le-Lac avant l'arrivée à Morteau.

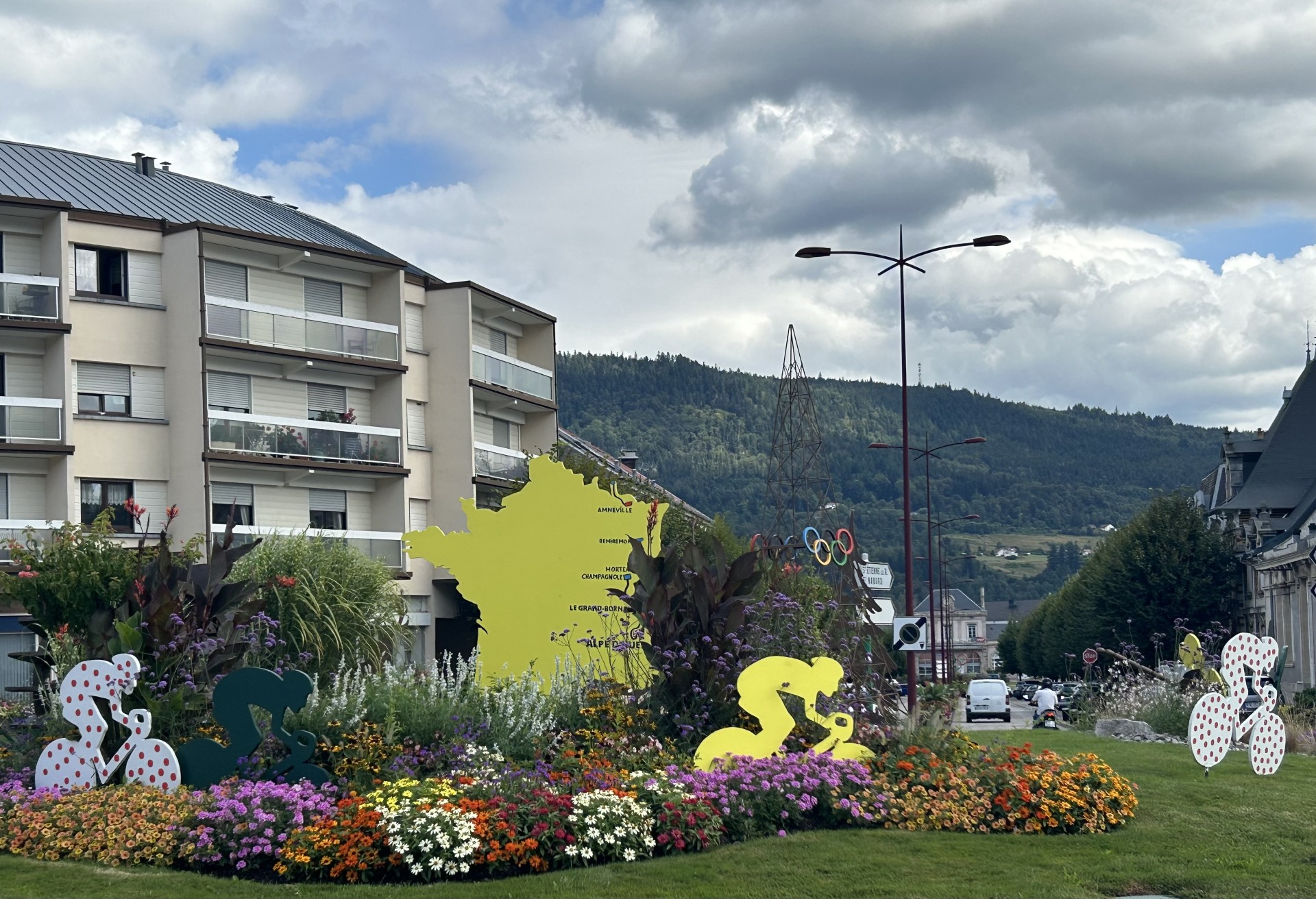
Giratoire pavoisé à Remiremont

## Déroulement de la course
Justine Ghekiere est la première échappée. Elle est rapidement rejointe par huit autres coureuses, cependant cette fugue est éphémère. Après d'autres attaques, Audrey Cordon-Ragot et Yurani Blanco parviennent à se détacher. Elles sont rejointes plus loin par seize autres coureuses : Christine Majerus, Franziska Koch, Ellen van Dijk, Justine Ghekiere, Fem van Empel, Amber Pate, Nina Berton, Sheyla Gutiérrez, Julie De Wilde, Victoire Berteau, Maaike Coljé, Anniina Ahtosalo, Marianne Vos, Grace Brown, Niamh Fisher-Black et Soraya Paladin.
L'avance de l'échappée atteint deux minutes quarante-huit. La montée de La Roche du Prêtre provoque la dislocation de l'échappée. À un kilomètre du sommet, Niamh Fisher-Black attaque. Ghekiere et Brown parviennent à la suivre. dans la dernière difficulté de l'étape, la côte des Fins, Grace Brown attaque. Juliette Labous sort du peloton en face des supporters, mais le peloton la reprend. Pauliena Rooijakkers contre, mais Katarzyna Niewiadoma ramène le peloton. Puck Pieterse attaque pour prendre les points du grand prix de la montagne. Un groupe de vingt se reforme.
À quatorze kilomètre la fin, Cédrine Kerbaol s'échappe. Rooijakkers tente de la suivre, mais ne peut la suivre dans la descente. Kerbaol devient la première Française à remporter une étape du Tour de France Femmes.

## Résultats

### Classement de l'étape
| Classement de la 6e étape | Classement de la 6e étape | Classement de la 6e étape | Classement de la 6e étape | Classement de la 6e étape |
|                           | Coureur                   | Pays                      | Équipe                    | Temps                     |
| ------------------------- | ------------------------- | ------------------------- | ------------------------- | ------------------------- |
| 1er                       | Cédrine Kerbaol           | France                    | Ceratizit-WNT Pro Cycling | en 4 h 4 min 41 s         |
| 2e                        | Marianne Vos              | Pays-Bas                  | Team Visma-Lease a Bike   | + 21 s                    |
| 3e                        | Liane Lippert             | Allemagne                 | Movistar Team             | + 21 s                    |
| 4e                        | Karlijn Swinkels          | Pays-Bas                  | UAE Team ADQ              | + 21 s                    |
| 5e                        | Lucinda Brand             | Pays-Bas                  | Lidl-Trek                 | + 21 s                    |
| 6e                        | Katarzyna Niewiadoma      | Pologne                   | Canyon-SRAM Racing        | + 21 s                    |
| 7e                        | Puck Pieterse             | Pays-Bas                  | Fenix-Deceuninck          | + 21 s                    |
| 8e                        | Thalita de Jong           | Pays-Bas                  | Lotto Dstny Ladies        | + 21 s                    |
| 9e                        | Évita Muzic               | France                    | FDJ-Suez                  | + 21 s                    |
| 10e                       | Juliette Labous           | France                    | Team dsm-firmenich PostNL | + 21 s                    |
| modifier                  |                           |                           |                           |                           |

### Bonifications en temps
|   | Coureur            | Pays             | Équipe              | Secondes |
| - | ------------------ | ---------------- | ------------------- | -------- |
| 1 | Grace Brown        | Australie        | FDJ-Suez            | 6 s      |
| 2 | Justine Ghekiere   | Belgique         | AG Insurance-Soudal | 4 s      |
| 3 | Niamh Fisher-Black | Nouvelle-Zélande | SD Worx-Protime     | 2 s      |

|   | Coureur         | Pays      | Équipe                    | Secondes |
| - | --------------- | --------- | ------------------------- | -------- |
| 1 | Cédrine Kerbaol | France    | Ceratizit-WNT Pro Cycling | 10 s     |
| 2 | Marianne Vos    | Pays-Bas  | Team Visma-Lease a Bike   | 6 s      |
| 3 | Liane Lippert   | Allemagne | Movistar Team             | 4 s      |

### Points attribués
| Sprint intermédiaire Sancey (km 99,9) | Sprint intermédiaire Sancey (km 99,9) | Sprint intermédiaire Sancey (km 99,9) | Sprint intermédiaire Sancey (km 99,9) | Sprint intermédiaire Sancey (km 99,9) |
| ------------------------------------- | ------------------------------------- | ------------------------------------- | ------------------------------------- | ------------------------------------- |
|                                       | Coureur                               | Pays                                  | Équipe                                | Point(s)                              |
| 1er                                   | Marianne Vos                          | Pays-Bas                              | Team Visma-Lease a Bike               | 25                                    |
| 2e                                    | Anniina Ahtosalo                      | Finlande                              | Uno-X Mobility                        | 20                                    |
| 3e                                    | Franziska Koch                        | Allemagne                             | Team dsm-firmenich PostNL             | 17                                    |
| 4e                                    | Christine Majerus                     | Luxembourg                            | SD Worx-Protime                       | 15                                    |
| 5e                                    | Niamh Fisher-Black                    | Nouvelle-Zélande                      | SD Worx-Protime                       | 13                                    |
| 6e                                    | Évita Muzic                           | France                                | FDJ-Suez                              | 11                                    |
| 7e                                    | Amber Pate                            | Australie                             | Liv-AlUla-Jayco                       | 10                                    |
| 8e                                    | Grace Brown                           | Australie                             | FDJ-Suez                              | 9                                     |
| 9e                                    | Ellen van Dijk                        | Pays-Bas                              | Lidl-Trek                             | 8                                     |
| 10e                                   | Victoire Berteau                      | France                                | Cofidis                               | 7                                     |
| 11e                                   | Maaike Coljé                          | Pays-Bas                              | Arkéa-B&B Hotels                      | 6                                     |
| 12e                                   | Justine Ghekiere                      | Belgique                              | AG Insurance-Soudal                   | 5                                     |
| 13e                                   | Sheyla Gutiérrez                      | Espagne                               | Movistar Team                         | 4                                     |
| 14e                                   | Fem van Empel                         | Pays-Bas                              | Team Visma-Lease a Bike               | 3                                     |
| 15e                                   | Yurani Blanco                         | Espagne                               | Laboral Kutxa-Fundación Euskadi       | 2                                     |
| modifier                              |                                       |                                       |                                       |                                       |

| Arrivée d'étape Morteau (km 159,2) | Arrivée d'étape Morteau (km 159,2) | Arrivée d'étape Morteau (km 159,2) | Arrivée d'étape Morteau (km 159,2) | Arrivée d'étape Morteau (km 159,2) |
| ---------------------------------- | ---------------------------------- | ---------------------------------- | ---------------------------------- | ---------------------------------- |
|                                    | Coureur                            | Pays                               | Équipe                             | Point(s)                           |
| 1er                                | Cédrine Kerbaol                    | France                             | Ceratizit-WNT Pro Cycling          | 30                                 |
| 2e                                 | Marianne Vos                       | Pays-Bas                           | Team Visma-Lease a Bike            | 25                                 |
| 3e                                 | Liane Lippert                      | Allemagne                          | Movistar Team                      | 22                                 |
| 4e                                 | Karlijn Swinkels                   | Pays-Bas                           | UAE Team ADQ                       | 19                                 |
| 5e                                 | Lucinda Brand                      | Pays-Bas                           | Lidl-Trek                          | 17                                 |
| 6e                                 | Katarzyna Niewiadoma               | Pologne                            | Canyon-SRAM Racing                 | 15                                 |
| 7e                                 | Puck Pieterse                      | Pays-Bas                           | Fenix-Deceuninck                   | 13                                 |
| 8e                                 | Thalita de Jong                    | Pays-Bas                           | Lotto Dstny Ladies                 | 11                                 |
| 9e                                 | Évita Muzic                        | France                             | FDJ-Suez                           | 9                                  |
| 10e                                | Juliette Labous                    | France                             | Team dsm-firmenich PostNL          | 7                                  |
| 11e                                | Silke Smulders                     | Pays-Bas                           | Liv-AlUla-Jayco                    | 6                                  |
| 12e                                | Demi Vollering                     | Pays-Bas                           | SD Worx-Protime                    | 5                                  |
| 13e                                | Katrine Aalerud                    | Norvège                            | Uno-X Mobility                     | 4                                  |
| 14e                                | Alice Maria Arzuffi                | Italie                             | Ceratizit-WNT Pro Cycling          | 3                                  |
| 15e                                | Mavi García                        | Espagne                            | Liv-AlUla-Jayco                    | 2                                  |
| modifier                           |                                    |                                    |                                    |                                    |

### Cols et côtes
| Col du Mont de Fourche (km 11,7) 3e catégorie (3,2 km à 5,9 %) | Col du Mont de Fourche (km 11,7) 3e catégorie (3,2 km à 5,9 %) | Col du Mont de Fourche (km 11,7) 3e catégorie (3,2 km à 5,9 %) | Col du Mont de Fourche (km 11,7) 3e catégorie (3,2 km à 5,9 %) | Col du Mont de Fourche (km 11,7) 3e catégorie (3,2 km à 5,9 %) |
| -------------------------------------------------------------- | -------------------------------------------------------------- | -------------------------------------------------------------- | -------------------------------------------------------------- | -------------------------------------------------------------- |
|                                                                | Coureur                                                        | Pays                                                           | Équipe                                                         | Point(s)                                                       |
| 1er                                                            | Justine Ghekiere                                               | Belgique                                                       | AG Insurance-Soudal                                            | 3                                                              |
| 2e                                                             | Silvia Persico                                                 | Italie                                                         | UAE Team ADQ                                                   | 2                                                              |
| 3e                                                             | Valentina Cavallar                                             | Autriche                                                       | Arkéa-B&B Hotels                                               | 1                                                              |
| modifier                                                       |                                                                |                                                                |                                                                |                                                                |

| Col de Ferrière (km 90) 4e catégorie (2,6 km à 4,7 %) | Col de Ferrière (km 90) 4e catégorie (2,6 km à 4,7 %) | Col de Ferrière (km 90) 4e catégorie (2,6 km à 4,7 %) | Col de Ferrière (km 90) 4e catégorie (2,6 km à 4,7 %) | Col de Ferrière (km 90) 4e catégorie (2,6 km à 4,7 %) |
| ----------------------------------------------------- | ----------------------------------------------------- | ----------------------------------------------------- | ----------------------------------------------------- | ----------------------------------------------------- |
|                                                       | Coureur                                               | Pays                                                  | Équipe                                                | Point(s)                                              |
| 1er                                                   | Justine Ghekiere                                      | Belgique                                              | AG Insurance-Soudal                                   | 2                                                     |
| 2e                                                    | Marianne Vos                                          | Pays-Bas                                              | Team Visma-Lease a Bike                               | 1                                                     |
| modifier                                              |                                                       |                                                       |                                                       |                                                       |

| Cote de Laviron (km 106) 3e catégorie (5,7 km à 4,1 %) | Cote de Laviron (km 106) 3e catégorie (5,7 km à 4,1 %) | Cote de Laviron (km 106) 3e catégorie (5,7 km à 4,1 %) | Cote de Laviron (km 106) 3e catégorie (5,7 km à 4,1 %) | Cote de Laviron (km 106) 3e catégorie (5,7 km à 4,1 %) |
| ------------------------------------------------------ | ------------------------------------------------------ | ------------------------------------------------------ | ------------------------------------------------------ | ------------------------------------------------------ |
|                                                        | Coureur                                                | Pays                                                   | Équipe                                                 | Point(s)                                               |
| 1er                                                    | Justine Ghekiere                                       | Belgique                                               | AG Insurance-Soudal                                    | 3                                                      |
| 2e                                                     | Niamh Fisher-Black                                     | Nouvelle-Zélande                                       | SD Worx-Protime                                        | 2                                                      |
| 3e                                                     | Franziska Koch                                         | Allemagne                                              | Team dsm-firmenich PostNL                              | 1                                                      |
| modifier                                               |                                                        |                                                        |                                                        |                                                        |

| La Roche du Prêtre (km 133,1) 2e catégorie (5,5 km à 5,6 %) | La Roche du Prêtre (km 133,1) 2e catégorie (5,5 km à 5,6 %) | La Roche du Prêtre (km 133,1) 2e catégorie (5,5 km à 5,6 %) | La Roche du Prêtre (km 133,1) 2e catégorie (5,5 km à 5,6 %) | La Roche du Prêtre (km 133,1) 2e catégorie (5,5 km à 5,6 %) |
| ----------------------------------------------------------- | ----------------------------------------------------------- | ----------------------------------------------------------- | ----------------------------------------------------------- | ----------------------------------------------------------- |
|                                                             | Coureur                                                     | Pays                                                        | Équipe                                                      | Point(s)                                                    |
| 1er                                                         | Niamh Fisher-Black                                          | Nouvelle-Zélande                                            | SD Worx-Protime                                             | 5                                                           |
| 2e                                                          | Justine Ghekiere                                            | Belgique                                                    | AG Insurance-Soudal                                         | 3                                                           |
| 3e                                                          | Grace Brown                                                 | Australie                                                   | FDJ-Suez                                                    | 2                                                           |
| 4e                                                          | Sheyla Gutiérrez                                            | Espagne                                                     | Movistar Team                                               | 1                                                           |
| modifier                                                    |                                                             |                                                             |                                                             |                                                             |

| \| Côte des Fins (km 144,3) 3e catégorie (1,8 km à 6,9 %) \| Côte des Fins (km 144,3) 3e catégorie (1,8 km à 6,9 %) \| Côte des Fins (km 144,3) 3e catégorie (1,8 km à 6,9 %) \| Côte des Fins (km 144,3) 3e catégorie (1,8 km à 6,9 %) \| Côte des Fins (km 144,3) 3e catégorie (1,8 km à 6,9 %) \| \| ------------------------------------------------------ \| ------------------------------------------------------ \| ------------------------------------------------------ \| ------------------------------------------------------ \| ------------------------------------------------------ \| \| \| Coureur \| Pays \| Équipe \| Point(s) \| \| 1er \| Puck Pieterse \| Pays-Bas \| Fenix-Deceuninck \| 3 \| \| 2e \| Katarzyna Niewiadoma \| Pologne \| Canyon-SRAM Racing \| 2 \| \| 3e \| Demi Vollering \| Pays-Bas \| SD Worx-Protime \| 1 \| \| modifier \| \| \| \| \| |                      |          |                    |          |
| Côte des Fins (km 144,3) 3e catégorie (1,8 km à 6,9 %) |                      |          |                    |          |
| | Coureur              | Pays     | Équipe             | Point(s) |
| 1er | Puck Pieterse        | Pays-Bas | Fenix-Deceuninck   | 3        |
| 2e | Katarzyna Niewiadoma | Pologne  | Canyon-SRAM Racing | 2        |
| 3e | Demi Vollering       | Pays-Bas | SD Worx-Protime    | 1        |
| modifier |                      |          |                    |          |

### Prix de la combativité
- Cédrine Kerbaol (Ceratizit-WNT Pro Cycling)

## Classements à l'issue de l'étape

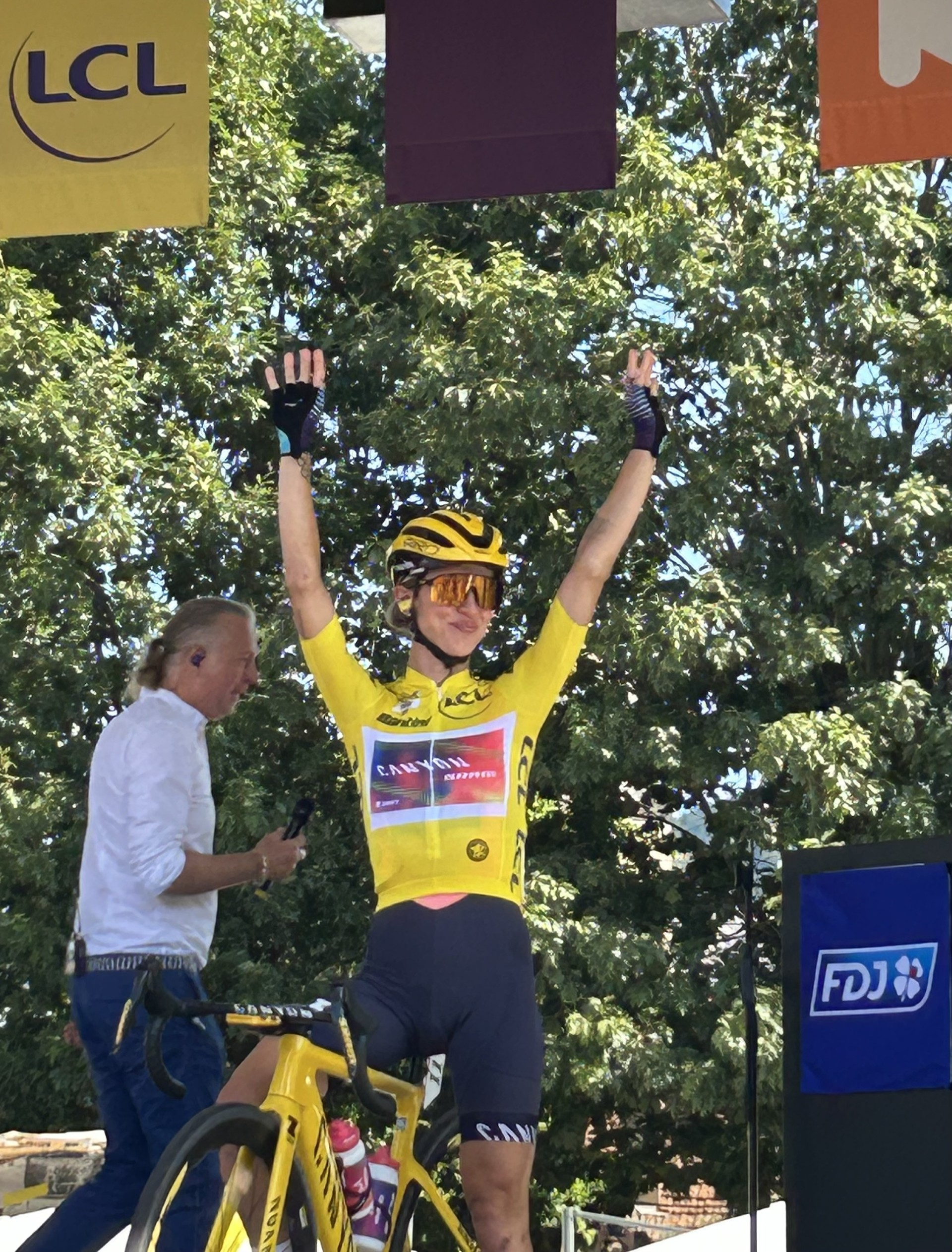
Katarzyna Niewiadoma au départ de l'étape à Remiremont.

### Classement général
| Classement général | Classement général   | Classement général | Classement général        | Classement général  |
|                    | Coureur              | Pays               | Équipe                    | Temps               |
| ------------------ | -------------------- | ------------------ | ------------------------- | ------------------- |
| 1er                | Katarzyna Niewiadoma | Pologne            | Canyon-SRAM Racing        | en 15 h 32 min 31 s |
| 2e                 | Cédrine Kerbaol      | France             | Ceratizit-WNT Pro Cycling | + 16 s              |
| 3e                 | Kristen Faulkner     | États-Unis         | EF-Oatly-Cannondale       | + 19 s              |
| 4e                 | Puck Pieterse        | Pays-Bas           | Fenix-Deceuninck          | + 22 s              |
| 5e                 | Juliette Labous      | France             | Team dsm-firmenich PostNL | + 56 s              |
| 6e                 | Thalita de Jong      | Pays-Bas           | Lotto Dstny Ladies        | + 1 min 4 s         |
| 7e                 | Shirin van Anrooij   | Pays-Bas           | Lidl-Trek                 | + 1 min 7 s         |
| 8e                 | Pauliena Rooijakkers | Pays-Bas           | Fenix-Deceuninck          | + 1 min 8 s         |
| 9e                 | Liane Lippert        | Allemagne          | Movistar Team             | + 1 min 16 s        |
| 10e                | Demi Vollering       | Pays-Bas           | SD Worx-Protime           | + 1 min 19 s        |
| modifier           |                      |                    |                           |                     |

| Classement par points | Classement par points | Classement par points | Classement par points     | Classement par points |
| --------------------- | --------------------- | --------------------- | ------------------------- | --------------------- |
|                       | Coureur               | Pays                  | Équipe                    | Point(s)              |
| 1er                   | Marianne Vos          | Pays-Bas              | Team Visma-Lease a Bike   | 145 points            |
| 2e                    | Charlotte Kool        | Pays-Bas              | Team dsm-firmenich PostNL | 120 pts               |
| 3e                    | Lorena Wiebes         | Pays-Bas              | SD Worx-Protime           | 79 pts                |
| 4e                    | Katarzyna Niewiadoma  | Pologne               | Canyon-SRAM Racing        | 73 pts                |
| 5e                    | Anniina Ahtosalo      | Finlande              | Uno-X Mobility            | 63 pts                |
| 6e                    | Cédrine Kerbaol       | France                | Ceratizit-WNT Pro Cycling | 57 pts                |
| 7e                    | Blanka Vas            | Hongrie               | SD Worx-Protime           | 57 pts                |
| 8e                    | Puck Pieterse         | Pays-Bas              | Fenix-Deceuninck          | 50 pts                |
| 9e                    | Demi Vollering        | Pays-Bas              | SD Worx-Protime           | 50 pts                |
| 10e                   | Fem van Empel         | Pays-Bas              | Team Visma-Lease a Bike   | 44 pts                |
| modifier              |                       |                       |                           |                       |

| Classement de la meilleure grimpeuse | Classement de la meilleure grimpeuse | Classement de la meilleure grimpeuse | Classement de la meilleure grimpeuse | Classement de la meilleure grimpeuse |
| ------------------------------------ | ------------------------------------ | ------------------------------------ | ------------------------------------ | ------------------------------------ |
|                                      | Coureur                              | Pays                                 | Équipe                               | Point(s)                             |
| 1er                                  | Justine Ghekiere                     | Belgique                             | AG Insurance-Soudal                  | 18 points                            |
| 2e                                   | Puck Pieterse                        | Pays-Bas                             | Fenix-Deceuninck                     | 15 pts                               |
| 3e                                   | Silvia Persico                       | Italie                               | UAE Team ADQ                         | 13 pts                               |
| 4e                                   | Yara Kastelijn                       | Pays-Bas                             | Fenix-Deceuninck                     | 8 pts                                |
| 5e                                   | Katarzyna Niewiadoma                 | Pologne                              | Canyon-SRAM Racing                   | 8 pts                                |
| 6e                                   | Niamh Fisher-Black                   | Nouvelle-Zélande                     | SD Worx-Protime                      | 7 pts                                |
| 7e                                   | Demi Vollering                       | Pays-Bas                             | SD Worx-Protime                      | 5 pts                                |
| 8e                                   | Fem van Empel                        | Pays-Bas                             | Team Visma-Lease a Bike              | 4 pts                                |
| 9e                                   | Elena Pirrone                        | Italie                               | Roland                               | 3 pts                                |
| 10e                                  | Loes Adegeest                        | Pays-Bas                             | FDJ-Suez                             | 3 pts                                |
| modifier                             |                                      |                                      |                                      |                                      |

| Classement général de la meilleure jeune | Classement général de la meilleure jeune | Classement général de la meilleure jeune | Classement général de la meilleure jeune | Classement général de la meilleure jeune |
|                                          | Coureur                                  | Pays                                     | Équipe                                   | Temps                                    |
| ---------------------------------------- | ---------------------------------------- | ---------------------------------------- | ---------------------------------------- | ---------------------------------------- |
| 1er                                      | Puck Pieterse                            | Pays-Bas                                 | Fenix-Deceuninck                         | en 15 h 32 min 53 s                      |
| 2e                                       | Shirin van Anrooij                       | Pays-Bas                                 | Lidl-Trek                                | + 45 s                                   |
| 3e                                       | Marion Bunel                             | France                                   | St Michel-Mavic-Auber93                  | + 4 min 49 s                             |
| 4e                                       | Neve Bradbury                            | Australie                                | Canyon-SRAM Racing                       | + 6 min 21 s                             |
| 5e                                       | Fem van Empel                            | Pays-Bas                                 | Team Visma-Lease a Bike                  | + 13 min 12 s                            |
| 6e                                       | Francesca Barale                         | Italie                                   | Team dsm-firmenich PostNL                | + 20 min 0 s                             |
| 7e                                       | Maëva Squiban                            | France                                   | Arkéa-B&B Hotels                         | + 21 min 46 s                            |
| 8e                                       | Linda Riedmann                           | Allemagne                                | Team Visma-Lease a Bike                  | + 26 min 51 s                            |
| 9e                                       | Camille Fahy                             | France                                   | St Michel-Mavic-Auber93                  | + 27 min 26 s                            |
| 10e                                      | Anniina Ahtosalo                         | Finlande                                 | Uno-X Mobility                           | + 29 min 15 s                            |
| modifier                                 |                                          |                                          |                                          |                                          |

| Classement par équipes | Classement par équipes    | Classement par équipes | Classement par équipes |
|                        | Équipe                    | Pays                   | Temps                  |
| ---------------------- | ------------------------- | ---------------------- | ---------------------- |
| 1re                    | Lidl-Trek                 | États-Unis             | en 46 h 41 min 7 s     |
| 2e                     | FDJ-Suez                  | France                 | + 4 min 22 s           |
| 3e                     | AG Insurance-Soudal       | Belgique               | + 5 min 57 s           |
| 4e                     | Fenix-Deceuninck          | Belgique               | + 7 min 53 s           |
| 5e                     | Uno-X Mobility            | Norvège                | + 9 min 20 s           |
| 6e                     | Movistar Team             | Espagne                | + 9 min 41 s           |
| 7e                     | Liv-AlUla-Jayco           | Australie              | + 10 min 33 s          |
| 8e                     | SD Worx-Protime           | Pays-Bas               | + 15 min 7 s           |
| 9e                     | Ceratizit-WNT Pro Cycling | Allemagne              | + 19 min 0 s           |
| 10e                    | Canyon-SRAM Racing        | États-Unis             | + 19 min 35 s          |
| modifier               |                           |                        |                        |

## Abandons
Trois coureuses ont abandonné au cours de l'étape : 
- Marta Lach (Ceratizit-WNT Pro Cycling) : non-partante
- Tamara Dronova (Roland) : abandon
- Elena Pirrone (Roland) : abandon